# دمیر کدزو
دمیر کدزو (به انگلیسی: Damir Kedžo) (زاده ۲۴ می ۱۹۸۷) خواننده کروات است.
او نماینده کروواسی در یوروویژن ۲۰۲۰ بود ولی این مسابقات به دلیل دنیاگیری کووید-۱۹ برگزار نشد.